# Oregoniidae
Famille
Les Oregoniidae sont une famille de crabes de la super-famille des Majoidea. Elle comprend quinze espèces actuelles et cinq fossiles dans quatre genres.

## Liste des genres
Selon World Register of Marine Species (15 février 2016) :
- Chionoecetes Krøyer, 1838 -- 7 espèces
- Hyas Leach, 1814 -- 5 espèces
- Macroregonia Sakai, 1978 -- monotypique
- Oregonia Dana, 1851 -- 2 espèces

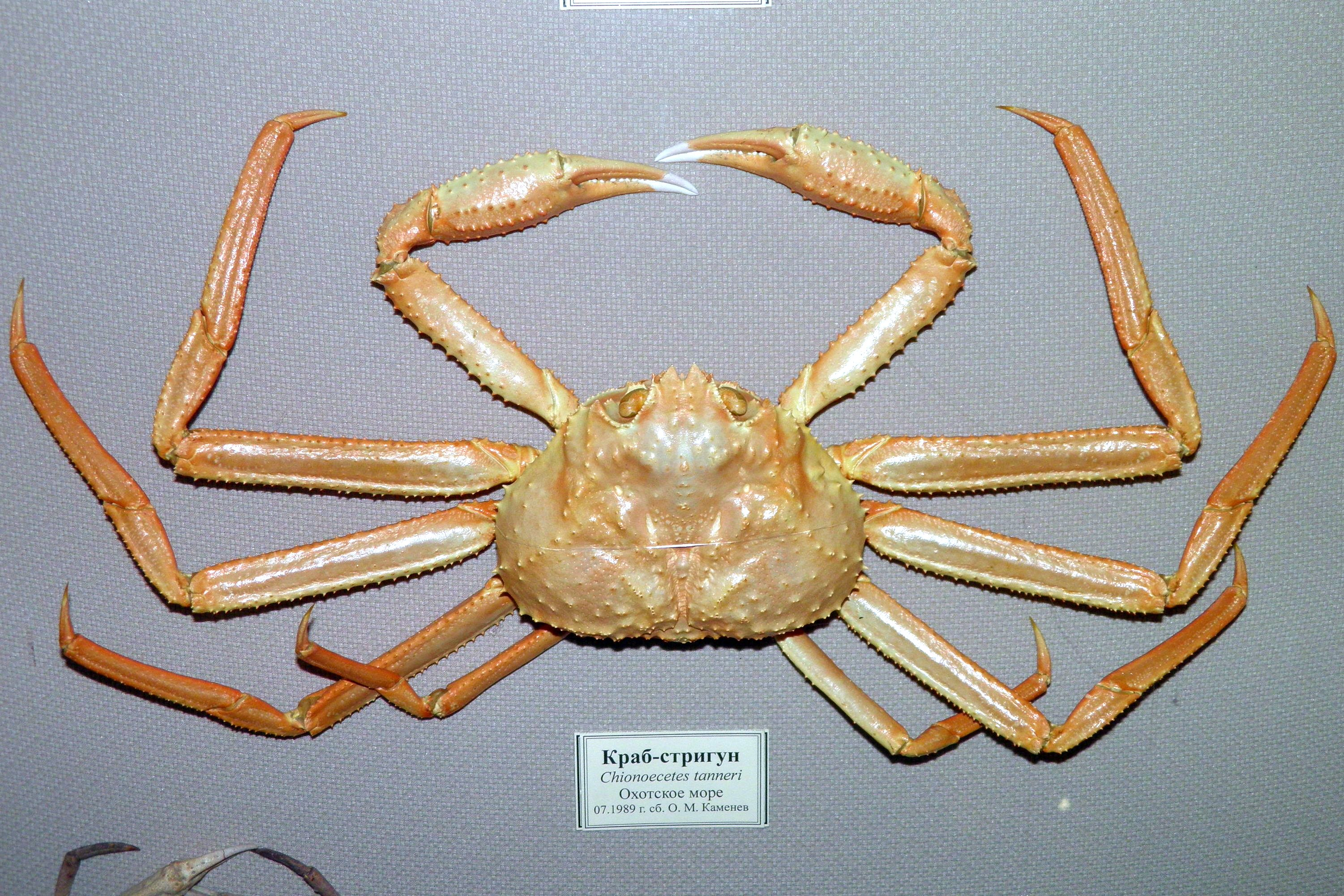
Chionoecetes tanneri
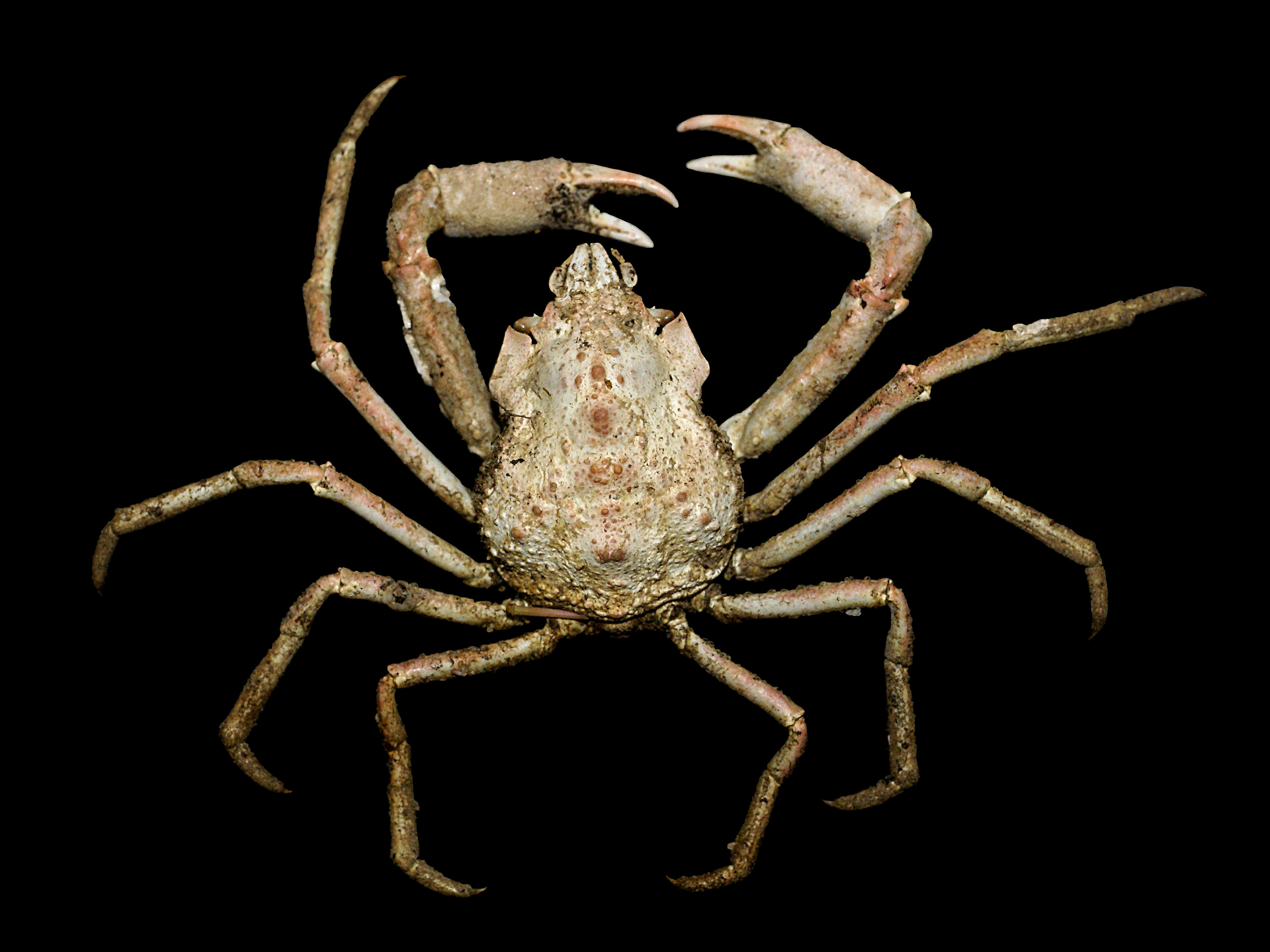
Hyas coarctatus
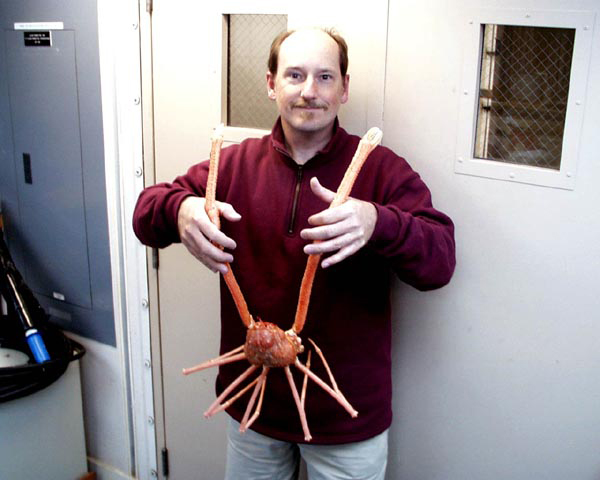
Macroregonia macrochiera
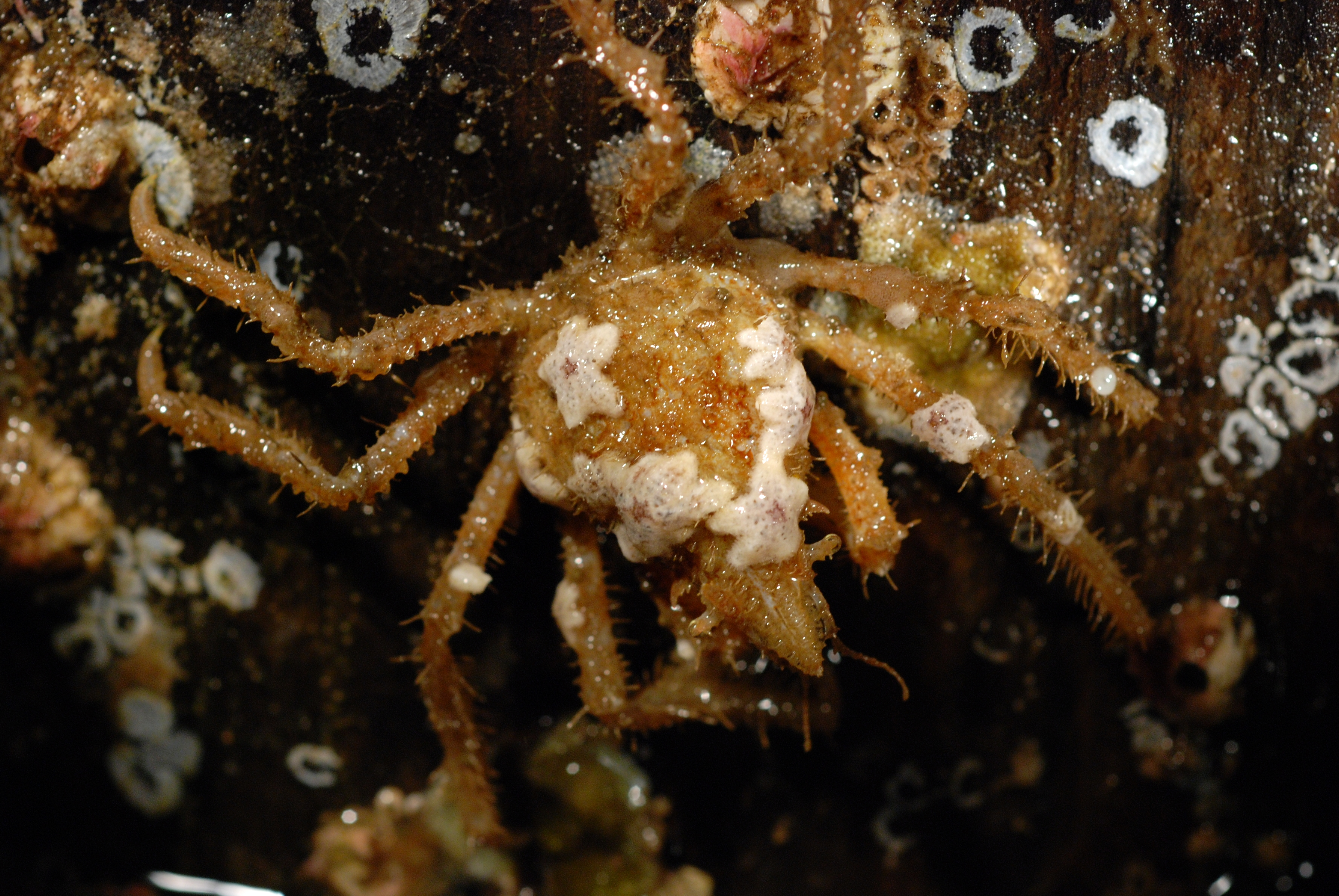
Oregonia gracilis

## Référence
- Garth, 1958 : Brachyura of the Pacific coast of America: Oxyrhyncha. Allan Hancock Pacific Expeditions, vol. 21, part.1, p. 1–499.

## Sources
- Ng, Guinot & Davie, 2008 : Systema Brachyurorum: Part I. An annotated checklist of extant brachyuran crabs of the world. Raffles Bulletin of Zoology Supplement, n. 17, p. 1–286.
- De Grave & al., 2009 : A Classification of Living and Fossil Genera of Decapod Crustaceans. Raffles Bulletin of Zoology Supplement, n. 21, p. 1-109.